# 徐晓明
徐晓明（1984年9月14日—），中国男子冰壶运动员，2003年亚洲冬季运动会男子铜牌得主、2007年亚洲冬季运动会男子铜牌得主、2017年亚洲冬季运动会男子金牌得主、2025年亚洲冬季运动会男子铜牌得主。妻子金智善是韩国冰壶运动员。